# USS LST-13
O USS LST-13 foi um navio de guerra norte-americano da classe LST que operou durante a Segunda Guerra Mundial.